# Hereña
Hereña es un concejo del municipio de Ribera Alta, en la provincia de Álava, País Vasco (España).

## Despoblado
Forma parte del concejo una fracción del despoblado de:
- Hereñuela.[1]

## Demografía
| Gráfica de evolución demográfica de Hereña entre 2000 y 2017 |
|                                                              |
| Población de derecho según los censos de población del INE.  |